# Ignacio Canto
Ignacio Canto, né le 21 janvier 1981, est un escrimeur espagnol ayant pour arme l'épée. Il est droitier.

## Carrière
Il remporte lors des Championnats du monde d'escrime 2006 la médaille d'argent par équipes, en compagnie de Juan Castañeda Cortes, José Luis Abajo et Eduardo Sepulveda Puerto.